# Estadio Nuevo Arcángel

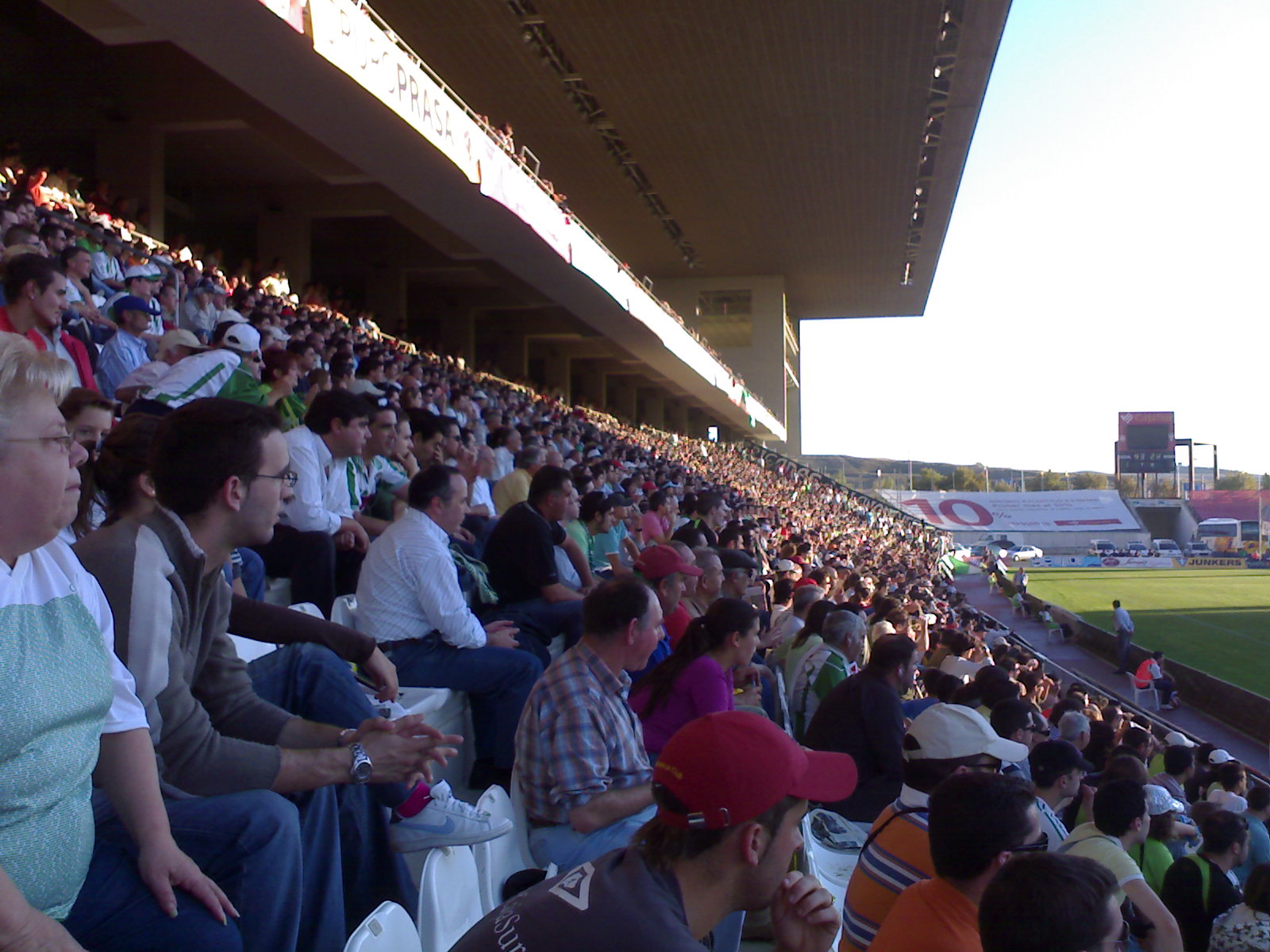
Estadio Nuevo Arcángel (2007)

Estadio Nuevo Arcángel é um estádio multi-usos em Córdova, Espanha, inaugurada em 7 de novembro de 1993. O estádio originalmente tinha capacidade para 18.820 pessoas. Desde 2005 é sendo renovada e terá capacidade para cerca de 25.100 pessoas.
Actualmente é utilizado principalmente para jogos de futebol da equipa da casa, Córdoba CF.